# Mortimer (Name)
Mortimer ist ein englischer Name, der sowohl als Vor- als auch als Familienname vorkommt.

## Herkunft
Der Name stammt von der Grafschaft Mortemer (Totes Meer, Stille See, latinisiert Mortuo mari) in der Normandie bei Neufchâtel. Der Name bezieht sich auf die Nordsee, die von den Kimbern morimarusa genannt wurde.

## Namensträger

### Vorname
- Mortimer Adler (1902–2001), US-amerikanischer Philosoph und Schriftsteller
- Mortimer von Buddenbrock-Hettersdorff (1844–1914), preußischer Generalleutnant
- Mortimer Chambers (1927–2020), US-amerikanischer Althistoriker
- Mortimer M. Elkind (1922–2000), US-amerikanischer Physiker und Strahlungsbiologe
- Mortimer Fitzland Elliott (1839–1920), US-amerikanischer Politiker
- Mortimer B. Fuller III (* 1942), US-amerikanischer Eisenbahnmanager
- Mortimer von Kessel (1893–1981), deutscher Offizier, zuletzt General der Panzertruppe im Zweiten Weltkrieg
- Mortimer von Maltzahn (1793–1843), preußischer Diplomat und Außenminister (1841–1842)
- Mortimer Mishkin (1926–2021), US-amerikanischer Neuropsychologe
- Mortimer Morris-Goodall (1907–2001), britischer Autorennfahrer
- Mortimer Nye (1838–1901), US-amerikanischer Politiker
- Mortimer R. Proctor (1889–1968), US-amerikanischer Politiker und Gouverneur des Bundesstaates Vermont (1945–1947)
- Mortimer Sackler (1916–2010), amerikanischer Unternehmer und Mäzen
- Mortimer Taube (1910–1965), US-amerikanischer Bibliothekar, Dokumentar und Pionier des Information Retrieval
- Mortimer von Tschirschky (1844–1908), deutscher Majoratsherr und Parlamentarier
- Mortimer Wheeler (1890–1976), britischer Archäologe
- Mortimer Wilson (1876–1932), US-amerikanischer Komponist

### Familienname
- Agnes Mortimer (1315/21–1368), englische Adlige
- Angela Mortimer (* 1932), englische Tennisspielerin
- Anne de Mortimer (1390–1411), Tochter von Roger Mortimer, 4. Earl of March, und Eleanor de Holland
- Beatrice Mortimer (1315/21–1383), englische Adlige
- Blanche Mortimer (1315/21–1347), englische Adlige
- Chas Mortimer (* 1949), britischer Motorradrennfahrer
- Charles E. Mortimer (1921–2001), US-amerikanischer Chemiker
- Cromwell Mortimer (1698–1752), englischer Mediziner
- Dennis Mortimer (* 1952), englischer Fußballspieler
- Dentry Mortimer (* 1982), bahamaischer Tennisspieler
- Edmund Mortimer, 1. Baron Mortimer (1251–1304), englischer Adliger
- Edmund Mortimer, 1. Baron Mortimer (1302–1331/1332), englischer Adliger
- Edmund Mortimer, 3. Earl of March (1352–1381), Graf von March, Earl of Ulster
- Edmund Mortimer, Sohn des 3. Earl of March (1376–1409), englischer Adliger
- Edmund Mortimer, 5. Earl of March (1391–1425), Graf von March und Graf von Ulster
- Edmund Mortimer (Schauspieler) (1874–1944), US-amerikanischer Schauspieler
- Edward Mortimer (1943–2021), –2021, britischer Journalist und UN-Beamter
- Emily Mortimer (* 1971), britische Schauspielerin
- Favell Lee Mortimer (1802–1878), englische Autorin
- Francis James Mortimer (1874–1944), britischer Fotograf und Herausgeber
- Geoff Mortimer (* 1944), kanadischer Historiker
- Geoffrey Mortimer (1308/9–1372/6), anglo-französischer Adliger
- Greg Mortimer (* 1952), australischer Bergsteiger
- Harry Mortimer (1902–1992), britischer Komponist und Dirigent
- Hugh de Mortimer (Adliger, † vor 1150) († 1148/1150), anglonormannischer Adliger
- Hugh de Mortimer (Adliger, † 1180 oder 1181) († 1180/1181), anglonormannischer Adliger
- Hugh de Mortimer (Adliger, † 1227) († 1227), anglonormannischer Adliger
- Hugh Mortimer (1949–2016), britischer Diplomat
- Ian Mortimer (* 1967), englischer Historiker
- Jim Mortimer (1921–2013), britischer Gewerkschafter und Politiker (Labour)
- Joan Mortimer (1311/2–1337/51), englische Adlige
- John Mortimer (1923–2009), englischer Anwalt (Barrister) und Schriftsteller
- John Mortimer († 1450), englischer Rebell, siehe  Jack Cade
- Katherine Mortimer (1315/21–1369), englische Adlige
- Margaret Mortimer (1304–1337), englische Adlige
- Maud Mortimer (um 1307–nach August 1345), englische Adlige
- Mike Mortimer (* 1950), englisch-kanadischer Alpinist, UIAA-Präsident
- Nick Mortimer, neuseeländischer Geologe
- Penelope Mortimer (1918–1999), britische Schriftstellerin, Drehbuchautorin, Filmkritikerin und Journalistin
- Ralph de Mortimer (Adliger, † nach 1104), anglonormannischer Adliger
- Ralph de Mortimer (Adliger, † 1246) (um 1185/90–1246), anglonormannischer Adliger
- Ralph Mortimer (Politiker) († 1274)
- Roger de Mortimer (Adliger, † nach 1080), normannischer Magnat
- Roger de Mortimer (Adliger, † 1214), anglonormannischer Adliger
- Roger Mortimer of Wigmore (1231–1282), englischer Adliger
- Roger Mortimer (Ritter) (1305/6–1328), englischer Ritter
- Roger Mortimer, 1. Baron Mortimer of Chirk († 1326), englischer Adliger und Rebell
- Roger Mortimer, 1. Earl of March (1287–1330), englischer Magnat, Militär und Rebell, Regent von England
- Roger Mortimer, 2. Earl of March (1328–1360), englischer Magnat
- Roger Mortimer, 4. Earl of March (1374–1398), Graf von March und Graf von Ulster
- Tony Mortimer (* 1970), britischer Songwriter
- Win Mortimer (1919–1998), kanadischer Comiczeichner